# De Expeditie van Familie Vos
De Expeditie van Familie Vos is een Nederlandse familiefilm. De film werd uitgebracht op 11 februari 2021.

## Verhaal
De film gaat over een familie die een weekend weggaat naar de Efteling, maar dan denkt Teun dat hun overleden opa een speurtocht voor hen heeft klaargezet in de Efteling. Ze blijken echter niet de enigen die op zoek zijn naar het verdwenen sprookjesboek dat al jaren in de familie is.

## Productie
De film is opgenomen in sprookjespark de Efteling. De hoofdrol wordt gespeeld door Levi Otto.